# The Sims 2: Castaway (Nintendo DS)
The Sims 2: Castaway — однопользовательская видеоигра в жанре симулятора жизни для портативной приставки Nintendo DS. Выход игры состоялся 22 октября 2007 года. Её разработка велась параллельно с одноимённой игрой для игровых приставок. Несмотря на одинаковоe название, версия для Nintendo DS является самостоятельной игрой, созданной на отдельном игровом движке. В ней игрок создаёт одного игрового персонажа, который попадает на необитаемый остров и должен выживать, добывая себе пропитание, а также изучать остров.
Оценки Castaway для Nintendo DS со стороны игровых критиков можно в целом охарактеризовать, как смешанные. Средняя оценка по версии агрегатора Metacritic составляет 66 баллов из 100 возможных. Критики похвалили игру за проработанный окружающий мир и разнообразие игрового процесса, однако раскритиковали излишнею линейность игры, качество графики, а также быстро падающие индикаторы голода и сна, которые будут постоянно отвлекать игрока.

## Игровой процесс
Игра начинается с того, что игрок создаёт персонажа женского или мужского пола, который терпит кораблекрушение во время шторма, а затем попадает на безымянный необитаемый остров. The Sims Castaway представляет собой симулятор жизни, где игрок должен удовлетворять базовые потребности управляемого сима и обустраивать его жилище, однако на этот раз сим попадает в непривычную ситуацию, когда он должен собственноручно добывать пропитание, мастерить орудия труда, выживать в условиях отсутствия денег, да и в целом каких либо признаков цивилизации.

Демонстрация игрового процесса

Верхняя часть экрана отображает статистику и инвентарь персонажа. Интерфейс также отображает текущие потребности персонажа. Самыми важными из них являются индикаторы голода и отдыха. Игрок должен убедится, что, у него всегда есть достаточный запас еды и место для сна. Сим может взобраться на скалы с видом на океан, или же углубиться вглубь острова. В игре реализована механика смены дневного и ночного времени суток.
Всего в игре представлены три острова для исследования: большой, «главный» остров и два небольших. Помимо пляжа и джунглей, острова таят в себе другие загадки, например останки самолётов, пиратское кладбище или храмы исчезнувшей цивилизации, заполненные сокровищами. Изучая локации, игровой персонаж находит новые предметы, из которых можно сделать полезные орудия труда. Со временем сим может приобрести улучшенные предметы, помогающие ему быстрее и эффективнее тратить время на исследования окружающего пространства. В дополнении к исследованиям, игроки должны проходить разные мини-игры, чтобы добыть нужные им предметы. Например игрок должен охотиться на жучков, чтобы затем делать из них блюда или покраски одежды, другие мини-игры включают рыбную ловлю или разведение костра.
Игровой персонаж должен стремится к главной цели — выбраться из острова, для этого игрок должен смастерить плавающее судно, но для этого должен найти других обитателей острова и помочь им с различными заданиями, чтобы раздобыть необходимые предметы и информацию. Даже несмотря на то, что симы общаются на искусственном языке — симлише, изображения в речевых пузырях дают общую картину того, как они попали на остров.

## Разработка и выпуск
Разработка игры велась студией Full Fat параллельно с разработкой студией Maxis одноимённых версией для игровых приставок. Если портативная версия для PSP подобна консольной, то версия для Nintendo DS создавалась отдельно, чтобы соответствовать ограниченным характеристикам портативного устройства. Создание игры исходило началось базовой идеи лишить симов из привычного мира The Sims всех благ цивилизации и поместить их в непривычное окружение, где они должны выживать и добывать пропитание. Версия для DS во многом подобна консольной версии, но разрабатывалась с учётом возможность использования стилуса и с особым акцентом на мини-игры, где каждая мини-игра связана с определённой задачей на выживание, таким образом позволяя игроку лучше входить в роль своего персонажа. Впервые анонс игры состоялся на выставке Electronic Entertainment Expo 7 октября 2007 года, через день был продемонстрирован трейлер игры, я её выход состоялся 22 октября 2007 года.

## Критика
| Сводный рейтинг    | Сводный рейтинг |
| Агрегатор          | Оценка          |
| ------------------ | --------------- |
| GameRankings       | 57,33 %         |
| Metacritic         | 66/100          |
| Иноязычные издания |                 |
| Издание            | Оценка          |
| 1UP.com            | 60 %            |
| IGN                | 7/10            |
| Nintendo Power     | 70 %            |
| WorthPlaying       | 6,8/10          |

Оценки Castaway для Nintendo DS со стороны игровых критиков можно в целом охарактеризовать, как смешанные. Средняя оценка по версии агрегатора Metacritic составляет 66 баллов из 100 возможных.
Критик сайта IGN сравнил Castaway с похожей игрой о выживании на острове для DS — Lost in Blue 2005 года выпуска. В целом Castaway — гораздо более спокойная и менее стрессовая игра, необходимость выживания смещается в сторону возможности исследовать дикий остров в поисках его секретов, и по сути представляет собой сборник разных мини-игр. Основное отличие по мнению критика заключается наличии фирменной механики игр The Sims, в частности необходимости следить за 8 шкалами базовых потребностей, а также присущий The Sims фирменный юмор. Редакция Nintendo Gamer утверждала, что в целом игра во многом подобна консольной версии, однако из-за отказа от некоторых ключевых особенностей, версия для DS выглядит немного плоской. Рецензент сайта Worthplauing назвал Castaway очередной неудачной попыткой выхода The Sims из «своей зоны комфорта»
Представитель сайта Jolt online Gaming заметил, что с первого взгляда игра обольщает своими пейзажами, внушая ложное чувство, будто игрок попал в мир солнца, песка и моря, лишённого стресса и мирских забот, «однако вскоре игроку приходится сталкиваться с жестоко реальностью, понимая, что ему надо ловить и разделывать еду, рисковать вытереть свой зад крапивой и выпить воду, которая обеспечит на следующие две недели состояние, годное для похода ко врачу, и вдобавок вы рискуете столкнуться с агрессивным гиббоном». В целом, критик назвал Castaway всё тем же симулятором жизни, однако больше ориентированным на линейное развитие. Представитель сайта Worthplaying назвал линейность игры несмотря на неплохую стратегическую составляющую главным её упущением, так как она просто не сможет привлечь игроков-ветеранов The Sims, которые любят франшизу прежде всего за возможность кастомизации, изменении внешности персонажа и обустройства дома, чего Castaway лишена. Однако если оценивать игру, прежде всего, как приключенческую ролевую, то она оказывается достаточно увлекательной и затягивающей, сбалансированно совмещающей повторяющиеся мини-игры и возможность исследования острова и других персонажей.
Критик IGN назвал игровой мир небольшим, но очень красивым и придающим неповторимое ощущение острова. Тем не менее персонажи и мелкие предметы выглядят плохо, а невозможность приближать камеру на близком расстоянии является только преимуществом игры, так как даже на дальнем расстоянии, «симы выглядят очень квадратными и плоскими». Рецензент Worthplaying назвал графику в игре не соответствующей возможностям DS, топорные движения малополигональных человечков сильно портят впечатление от игры, тем не менее визуальные эффекты по мнению критика выполнены хорошо.
Критик Pocket Gamer назвал элемент управления игры, перемещение в пространстве очень простым и понятным. Однако в целом версия для DS ощущается слишком линейной и посредственной, система удовлетворения базовых потребностей гораздо более щадящая, чем в остальных играх серии The Sims, позволяет игроку сконцентрироваться на собирании ресурсов. Критик сайта jolt.co наоборот заметил, что индикаторы голода и сна падают настолько быстро, что это постоянно отвлекает игрока от возможности исследовать окрестности острова, банально из-за того, что его надо постоянно держать рядом с местом для сна. Аналогично заметил критик IGN, указав на то, что индикаторы потребностей действительно ограничивают способность исследовать остров на большие расстояния, а порой ощущаются как гандикап, излишне продлевающий игровое время. В графическом плане игра не также очень впечатляет, а управление point and click делает процесс игры слишком медлительным.